# Мамія Гурієлі
Мамія Давидович Гурієлі (груз. მამია გურიელი, 28 січня 1836 — 6 серпня 1891) — грузинський поет, перекладач і громадський діяч.
Навчався в Кутаїській класичній гімназії.
Один з перших перекладачів Тараса Шевченка грузинською мовою. В його перекладі в газеті «Театрі» («Театр», 1866, № 38) опубліковано поезію Шевченка «Минають дні, минають ночі».